# Go-Shirakawa
L'empereur Go-Shirakawa (後白河天皇, Go-Shirakawa Tennō, 18 octobre 1127 - 26 avril 1192) est le 77e empereur du Japon, selon l'ordre traditionnel de succession. Il a régné du 23 août 1155 au 5 septembre 1158, pour prendre ensuite le statut d'empereur retiré jusqu'à son décès en 1192.
Son nom personnel est Masahito (雅仁). Son nom posthume lui a été donné en mémoire de l'empereur Shirakawa (le préfixe Go- (後), signifiant « postérieur », soit « Shirakawa II »).

## Biographie

### Règne en tant qu'empereur
En 1155, à la mort de son frère l'empereur Konoe, l'empereur retiré Toba et Fujiwara no Tadamichi, le fils aîné du régent Fujiwara no Tadazane, le soutiennent dans son accession au trône. En effet, ils sont opposés à l'empereur retiré Sutoku et ne veulent pas voir son fils accéder au pouvoir. Ils souhaitent que Go-Shirakawa reste en place jusqu'à ce que son fils, le futur empereur Nijō, soit en âge de lui succéder. Au début du règne de Go-Shirakawa, Toba continue d'exercer son influence en tant qu'empereur cloîtré (hon-in) jusqu'à sa mort, l'année suivante.
Une lutte pour le pouvoir commence entre le jeune empereur et Sutoku. La rébellion de Hōgen fait rage. Go-Shirakawa gagne le soutien des guerriers Minamoto no Yoshitomo et Taira no Kiyomori, qui l'emportent sur les armées de Sutoku. Après la rébellion, Go-Shirakawa dirige d'abord directement le Japon, puis abdique en faveur de son fils Nijō en 1158. Il devient alors lui-même empereur retiré, et exerce son influence durant le règne de cinq empereurs (Nijō, Rokujō, Takakura, Antoku, et Go-Toba) jusqu'à sa mort en 1192.

### Début du règne en tant qu'empereur retiré
Les deux clans Minamoto et Taira, qui l'ont aidé à prendre le pouvoir, commencent à s'affronter, et la situation dégénère rapidement pour déboucher sur la rébellion de Heiji en 1159, au cours de laquelle Go-Shirakawa, tout comme l'empereur en titre, sont enlevés par les Minamoto. Kiyomori revenu en urgence de son pèlerinage décime les Minamoto, ce qui lui assure une place confortable à la cour. L'empereur ayant été l'amant de Fujiwara no Nobuyori, un membre du Clan Fujiwara, il ne supporte pas sa trahison pendant la rébellion de Heiji, et exige sa tête.
Go-Shirakawa et Kiyomori sont d'abord en bons termes. Ce dernier commence à commercer avec la Chine des Song et soutient Go-Shirakawa d'un point de vue militaire et financier. Nommé Daijō-daijin (premier ministre) en 1167, Kiyomori est alors au sommet de sa puissance. Pourtant leurs relations dégénèrent, et, en 1177 Go-Shirakawa tente un coup d'État afin de se débarrasser de Kiyomori. Mais ayant échoué, il se voit contraint à la réclusion au Toba-in, le palais de son père l'empereur Toba, en 1179. En 1178, Kiyomori fait de son petit-fils le prince Tokihito, alors âgé d'un mois, l'héritier du pouvoir. 
Go-Shirakawa cherche à reprendre la main et envoie secrètement son fils, le prince Mochihito délivrer un message d'aide aux Minamoto proclamant les Taira ennemis de la cour.

### La guerre de Gempei
Le 21 mars 1180, Tokihito, âgé d'à peine deux ans, est nommé empereur sous le nom de Antoku. Et en juin de la même année, Mochihito et Minamoto no Yorimasa lancent une révolte immédiatement réprimée le 23 à la première bataille d'Uji. Cependant, d'autres guerriers Minamoto, à commencer par Yoritomo reprennent le flambeau lançant la guerre de Gempei. Après la mort de Kiyomori en 1181, Go-Shirakawa règne à nouveau en tant qu'empereur cloîtré. En 1183, Minamoto no Yoshinaka remporte une victoire décisive à la bataille de Shinohara et les Taira abandonnent la capitale. Après des luttes intestines, Minamoto no Yoshitsune, un demi-frère de Yoritomo, élimine définitivement le clan Taira en 1185 à la bataille de Dan-no-ura.

### Dernières années

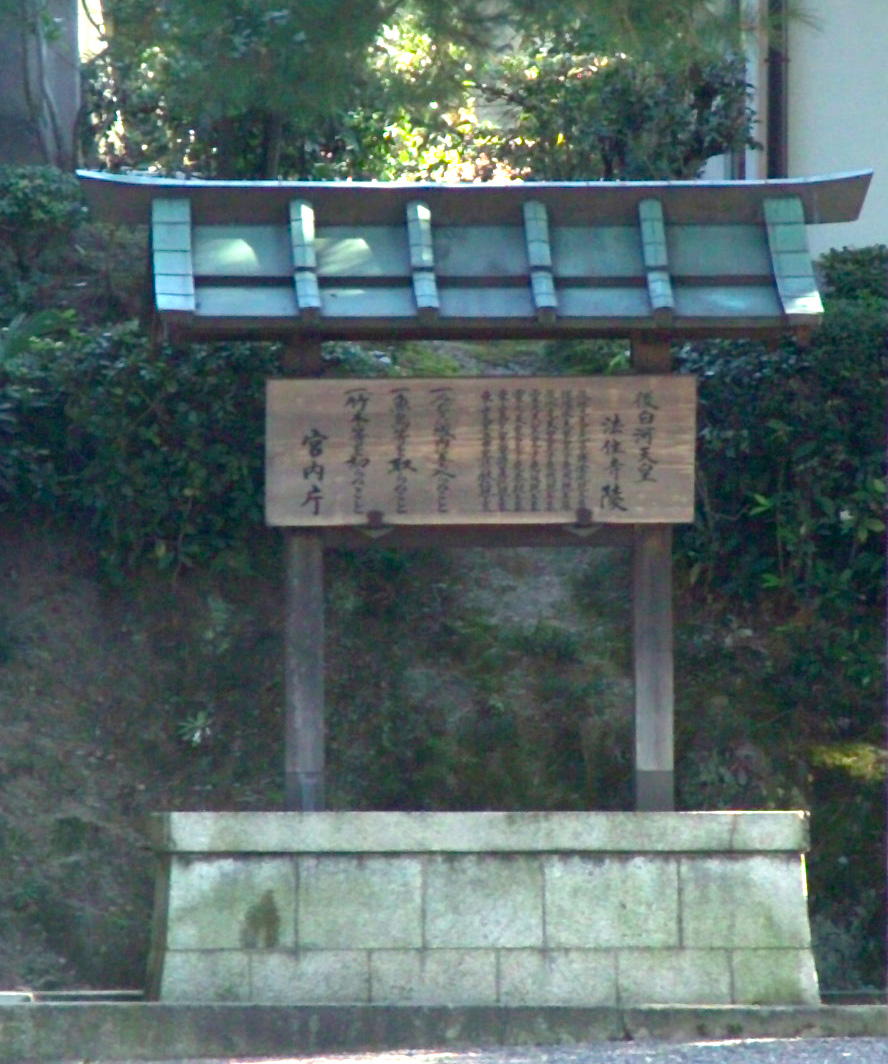
Tombe de l'empereur Go-Shirakawa.

Après la guerre de Gempei, Yoshitsune rejoint la cour de l'empereur retiré. Pourtant Yoshitsune et Yoritomo, alors chef de tous les samouraïs ne s'entendent guère. Et Yoshitsune, jugé déloyal par son demi-frère, est éliminé en 1189 lors de la bataille de Koromogawa. À sa suite, tout le clan Ōshū Fujiwara, une branche du clan Fujiwara habitant dans la province de Mutsu, est décimée pour l'avoir accueilli parmi les siens.
Après ces événements, Yoritomo et Go-Shirakawa se réconcilient, et Yoritomo profite de la mort de Go-Shirakawa en 1192 pour fonder le shogunat de Kamakura.

## Généalogie
Go-Shirakawa est le quatrième fils de l'empereur Toba. Sa mère se nommait Shōko (璋子), elle était la fille de Fujiwara no Kinzane (藤原公実).

### Épouse, concubines et enfants principaux
- Fujiwara no Kinshi (Yoshiko) ° 1134 ; fille aînée de Fujiwara no Kin’yoshi et de Fujiwara no Goshi ; entrée au palais 16 XI 1155 ; épousa impériale (nyogo) 22 XI 1155 ; impératrice (Chugu) 11 XII 1156 et (Kogo) 12 III 1159 ; impératrice douairière (kotaigo) 6 III 1172 ; + 12 IX 1209

- Fujiwara no Ishi (Atsuko), ° 1116 ; fille de Fujiwara no Tsunezane et d’une fille de Fujiwara no Kinzane ; mariée avant l’accession au trône ; + 6 VIII 1143 ; impératrice douairière posthume (kotaigo) 20 I 1159
  - Premier fils: Prince impérial Morihito (????) (Empereur Nijō)

- Fujiwara no Seishi (Nariko), ° (1125) ; fille de Fujiwara no Suenari ; dame d’honneur ; mariée surnommée Takakura Sanmi no Tsubone ; reçoit le 3e rang en 1156 + 1177 ; dont 
  - Première fille : Princesse Impériale Ryoshi (Akiko) ° 1147 ; princesse vestale d’Ise 1156- 1158 ; mère adoptive de l’empereur Antoku 7 IV 1180 ; impératrice (kogo) honorifique 13 IX 1182; titrée Impumon-In 4 VIII 1187 ; nonne Shinyori 15 XII 1192 ; + 19 IV 1216
  - second fils : Prince prêtre Shukaku ° 1150 + 1202 ; moine au Ninnaji en 1156 ; titré prince impérial prêtre 14 VI 1170
  - troisième fils : Prince Mochihito ° 1151 + VII 1180 ; surnommé prince Takakura ; d’une fille de Takashina no Moriaki, surnommée Sanmi no Tsubone, il eut
    - Un fils, ° 1173 ; moine bouddhiste en 1180 ; archevêque Doson du Yasui
    - Une fille, surnommée Sanjo Himemiya, ° 1175 ; adoptée par la princesse impériale Shoshi (Hachijo-In) en 1192 ; + 30 III 1204

  - Seconde fille : princesse Impériale Koshi (Yoshiko) ° 1152/1153 + 1192
  - Troisième fille : Princesse Impériale Shikishi (Noriko) ; ° 1153/1154 + 1 III 1201 ; princesse vestale de Kamo du 6 XII 1159 au 20 VIII 1169 ; assimilée aux 3 impératrices en 1189 ; nonne Jonyoho en 1190 ; mère adoptive de l'empereur Juntoku en 1200
  - Quatrième fille : Princesse Impériale Kyushi (Yasuko) ° 1157 + 1171

- Une fille de Oe no Nobushige, dame d’honneur, surnommée Bomon no Tsubone, mère de
  - Quatrième fils : Bonze En –E ° 1152 + 1183
  - Cinquième fils : Bonze Joê ° 1156 + 1196
  - Sixième fils : Bonze Goê ° 1159 + ?
  - Huitième fils : Bonze Joê ° 1163 + 1203

- Une fille de Minamoto no Nobumori (ou Nobumune) ; dame d’honneur (nyobo) ; dont
  - cinquième fille : Princesse Kyushi, ° 1157 ; créée princesse impériale 10 I 1167 ; + 1171

- Une fille de Fujiwara no Saneyoshi et d’une épouse secondaire, ° 1138 ; adoptée par son demi-frère Fujiwara no Kin’yoshi ; entrée au palais en 1156 ; titrée Bômon Dono ; dame d’honneur (nyobo) ; + après 30 IX 1168 ; mère de
  - sixième fille : Princesse Junshi ° 1158 ; créée princesse impériale le 30 IX 1168 ; princesse vestale d’Ise 1168-1172 ; + 27 V 1172 Ise

- Fujiwara no Soshi, ° 1145 ; fille de Fujiwara no Kinnori et d’une fille de Fujiwara no Kiyotaka ; entrée au Palais 14 XI 1157 ; épouse impériale (nyogo) ; nonne 23 VII 1173 + 9 V 1231

- Taira no Jishi (Shigeko), ° 1142 ; fille de Taira no Tokinobu et de Fujiwara no Yushi (Sukeko), fille de Fujiwara no Akiyori ; épouse impériale en 1165 ; impératrice douairière 29 IV 1168 ; titrée Kenshummon-In 10 V 1169 ; + 14 VIII 1176 ; dony
  - Septième fils : Prince impérial Norihito (????) (Empereur Takakura)

- Une fille du Bonze Onin, surnommée Sanjo no tsubone, dame d’honneur, dont
  - neuvième fils : Prince prêtre Doho ° 1166 + 1274
  - dixième fils : Bonze Shinjo ° (1167) + (1200)

- Une fille de joie surnommée Tanba, dont
  - onzième fils : Prince prêtre Jonin ° 1169 + 1197 ; abbé de Tendai

- Takashina no Eishi, ° (1155) fille du bonze Choun, arrière-petite fille de Takashina no Akiyuki ; mariée Taira no Narifuse (1150 + 1179) ; dame du palais (nyobo) ; titrée Tango no Tsubone; reçoit le 2e rang 19 VII 1191+ 1216 ; dont
  - septième fille : Princesse impériale Kinshi ° 13 XI 1181 ; titrée Sen'yomon-In 19 VII 1191 ; + 1252